# Michaela Vieser
Michaela Vieser (* 1972) ist eine deutsche Autorin und Publizistin.

## Leben
Michaela Vieser studierte Japanologie und Asiatische Kunstgeschichte an der SOAS in London. Noch während ihres Studiums lebte sie für ein Jahr in einem japanischen Kloster und lernte dort Teezeremonie, Schwertkampf, Kalligrafie und Ikebana. Nach Abschluss ihres Studiums erhielt sie ein Forschungsstipendium des japanischen Kultusministeriums, um an der Universität Tōhoku in Sendai die Kunst der japanischen Bergasketen zu recherchieren. Sie arbeitete frei an mehreren Dokumentarfilmen. Tokyo Love Stories, den sie 2000 gemeinsam mit Tim Hinman und Miriam Nielsen drehte, gewann beim Dokumentarfilmfest von Pärnu den Sonderpreis.
Von 2000 bis 2002 war sie beim japanischen Medienunternehmen PCCW Japan angestellt und entwickelte dort Medienformate, so den interaktiven Reiseführer Super Cityguide. 2002 reiste sie zusammen mit Reto Wettach für sechs Monate in einem VW-Bus durch Deutschland, um übersehene Orte zu finden. Daraus entstand das zweisprachige Buch Übersehene Sehenswürdigkeiten. Deutsche Orte. Overlooked Sights. German Places. Von 2004 bis 2006 arbeitete Michaela Vieser als Beraterin bei Scholz & Friends Agenda in Berlin unter anderem an der Kampagne „Deutschland - Land der Ideen“.
2007 erschien ihr Buch Heimatkunde für Fortgeschrittene, das sich mit ihrer „merkwürdigen deutschen Heimat“ befasst. 2009 widmete sie sich den Begegnungen mit den Menschen aus dem japanischen Kloster und schrieb das Buch Tee mit Buddha.
Ihre weiteren Bücher Von Kaffeeriechern, Abtrittanbietern und Fischbeinreißern, Altes Handwerk – vom Verschwinden der Arbeit und Das Zeitalter der Maschinen – von der Industrialisierung des Lebens handeln von veränderten Arbeits- und Lebenswelten. Michaela Vieser hält dazu Vorträge und nimmt an öffentlichen Diskussionen teil.
Michaela Viesers Texte und Kolumnen erschienen in Financial Times Deutschland, Vanity Fair Deutschland, NZZ, Geo, Tagesspiegel und Welt am Sonntag.
Sie lebt in Berlin und ist freie Dozentin für japanische Ästhetik an der FH Potsdam. Daneben arbeitet sie als Freie Journalistin für den Themenbereich Asien beim Deutschlandradio. Ihr Feature #Me Too in Japan wurde auch von der Deutschen Welle auf Englisch übernommen.
Seit 2017 arbeitet Michaela Vieser als Drehbuchautorin und Co-Regisseurin. Für den Fernsehsender Arte konzipierte sie die Serie Love Rituals mit Charlotte Roche.

## Veröffentlichungen
- Übersehene Sehenswürdigkeiten. Deutsche Orte – Overlooked Sights. German Places. (gemeinsam mit Reto Wettach) Ic!-Berlin, Berlin 2004, ISBN 3-9809758-0-0
- Heimatkunde für Fortgeschrittene. Bodenlose Löcher, Lügenmuseen und andere kuriose Sehenswürdigkeiten.  Knaur Taschenbuch-Verlag, München 2007, ISBN 978-3-426-78069-5
- Tee mit Buddha. Mein Jahr in einem japanischen Kloster. Pendo, München/Zürich 2009, ISBN 978-3-86612-210-9
- Von Kaffeeriechern, Abtrittanbietern und Fischbeinreißern. Berufe aus vergangenen Zeiten. Illustrationen von Irmela Schautz. Bertelsmann, München 2010, ISBN 978-3-570-10058-5
- Altes Handwerk – vom Verschwinden der Arbeit. Edition Braus, Berlin 2013, ISBN 978-3862280728
- Das Zeitalter der Maschinen – von der Industrialisierung des Lebens. Edition Braus, Berlin 2014, ISBN 978-3862281053
- Für immer und jetzt. Wie man hier und anderswo die Liebe feiert. (gemeinsam mit Irmela Schautz) Verlag Antje Kunstmann, München 2016, ISBN 978-3-95614-064-8